# 1845 ve fotografii
Tento článek obsahuje významné fotografické události v roce 1845.

## Události
- duben – Leon Foucault a Armand Fizeau pořídili první fotografie Slunce. Na jejich daguerrotypii s průměrem 12 cm byly zcela jasné sluneční skvrny.

## Narození v roce 1845
- 15. ledna – Kassian Cephas, indonéský fotograf († 16. listopadu 1912)
- 13. února – William James Topley, kanadský fotograf se sídlem v Ottawě v Ontariu († 16. listopadu 1930)
- 9. dubna – Esaki Reidži, japonský fotograf († 28. ledna 1910)
- 9. dubna – Carl Sonne, dánský portrétní fotograf a dvorní fotograf pro dánský, švédský a norský dvůr († 17. září 1919)
- 19. dubna – Valentin Wolfenstein, švédsko-americký fotograf († 3. února 1909)
- 14. května – Jan Mulač, portrétní fotograf († 8. srpna 1905)
- 15. května – Louis Rousselet, francouzský spisovatel a fotograf († 1929)
- 24. srpna – Herbert Rose Barraud, anglický portrétní fotograf († 1896)
- 10. prosince – Johannes Gerhardus Kramer, nizozemský fotograf († 4. prosince 1903)
- ? – Jean-Eugène Durand, francouzský fotograf († 1926)
- ? – John William Lindt, australský fotograf († 1926)
- ? – Dmitrij Ivanovič Jermakov, ruský fotograf († 1916)
- ? – Joseph David Beglar, arménsko-indický inženýr, archeolog a fotograf aktivní v Britské Indii († 1907)
- ? – Josef Bureš, český fotograf aktivní v Bulharsku († 20. prosince 1921)
- ? – Philip Adolphe Klier, německý fotograf známý svými fotografiemi z koloniální Britské Barmy (1845 – 27. března 1911)
- ? – Hulda Szaciński, norská fotografka, po smrti Ludwika Szacińského v roce 1894 převzala společnost v Christianii a vedla ji do roku 1916, kdy ji prodala Selmeru Norlandovi (16. září 1845 – 4. února 1922)